# Asarca fonckii
Asarca fonckii là một loài thực vật có hoa trong họ Lan. Loài này được (Phil.) Kuntze mô tả khoa học đầu tiên năm 1891.